# Mortlach
Mortlach est une distillerie de whisky située à Dufftown dans la région du Speyside en Écosse. Elle fut créée en 1823, année où les premières autorisations de distiller ont été accordées (Excise Act).
C'est la première distillerie construite à Dufftown qui en compte désormais une petite dizaine. La distillerie fut rachetée par Johnnie Walker en 1923.
Elle appartient au groupe Diageo.
Pendant toute la seconde Guerre mondiale, excepté une brève période en 1944, Mortlach a été l'une des rares distilleries écossaise autorisée à produire en quantité limitée.
Elle offre la particularité de produire un whisky issu de 2,8 distillations. En fait 80 % de la production est distillé trois fois, les 20 % restants n'étant distillés que deux fois.
La caractéristique gustative de Mortlach est son côté carné, associé aux saveurs traditionnelles du Speyside, à savoir un riche fruité.